# Ranjeeta Koli
Ranjeeta Koli (nascida em 9 de maio de 1979) é uma política indiana. Ela foi eleita para o Lok Sabha, câmara baixa do Parlamento da Índia em Bharatpur, Rajasthan, nas eleições gerais indianas de 2019 como membro do Partido Bharatiya Janata. Ela venceu a eleição com 707992 votos, quase 61,74% dos votos. Apesar de ela ser nova na política, ela vem de uma família política. O seu sogro, Gangaram Koli, foi três vezes membro do parlamento do eleitorado de Bayana Lok Sabha de 1991 a 1998.